# Société linnéenne de Bordeaux

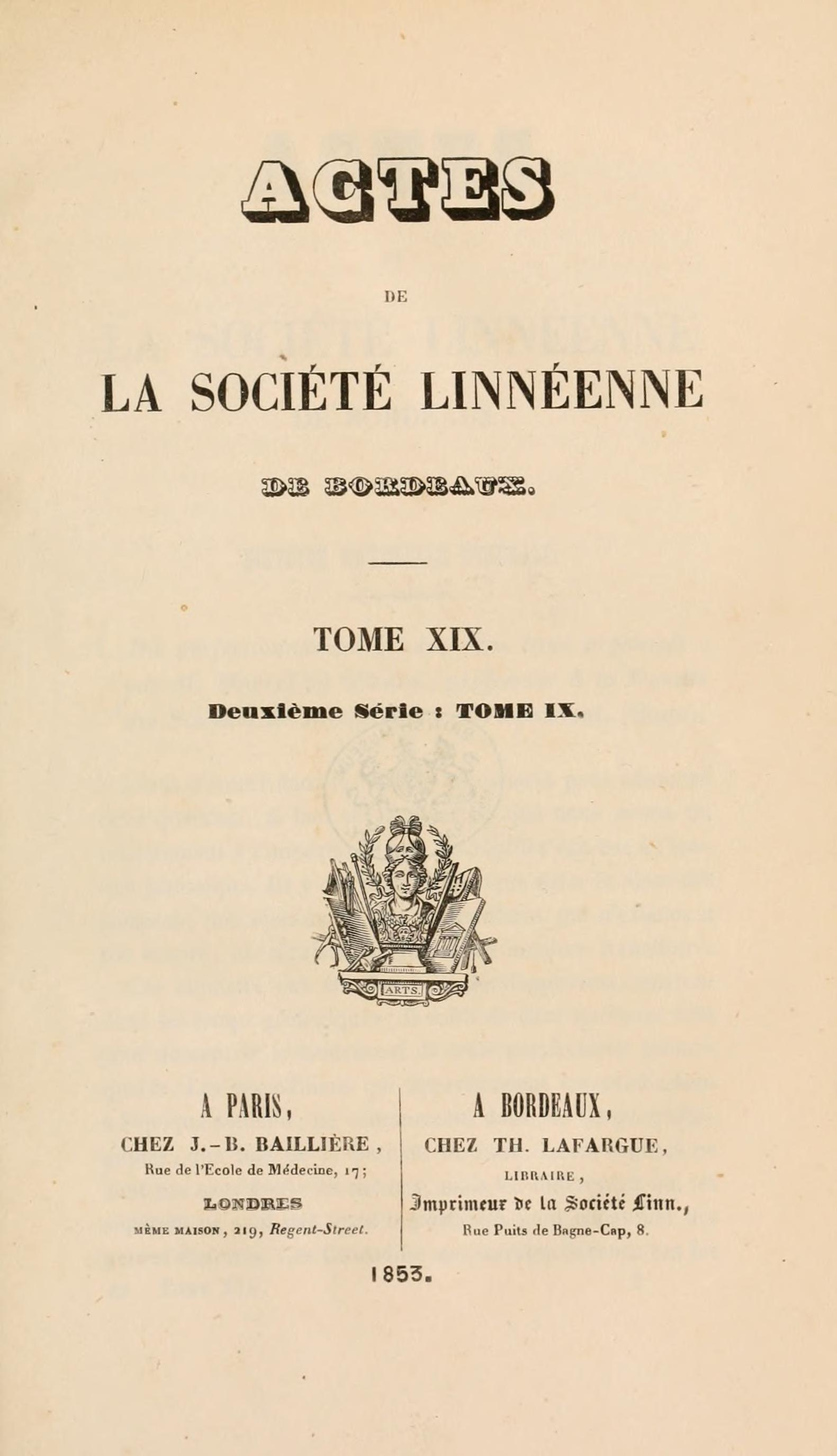
Actes de la Société Linnéenne de Bordeaux.

La Société linnéenne de Bordeaux (appelée aussi Société linnéenne d'émulation de Bordeaux) est une société savante nommée en référence au naturaliste suédois Carl von Linné (1707-1778).

## Historique
Fondée le 26 juin 1818 par J. F. Laterrade, professeur de botanique et de mathématique à Bordeaux, et vingt-trois de ses collègues ou élèves, à la suite d'une excursion botanique à Mérignac, elle est reconnue d'utilité publique en 1828.
Si le nombre de membres fondateurs est fixé à 24, c'est en référence aux 24 classes que dénombre Linné dans sa systématique. Parmi eux figurent François-de-Paule Latapie, Toussaint-Yves Catros, Dargelas, l'architecte Pierre Clochar, etc.
D'abord limitée à la botanique, elle s'ouvre rapidement aux autres disciplines et reste très active près de deux siècles plus tard, notamment en entomologie et en mycologie.

## Publications
- Bulletin d'Histoire Naturelle de la Société Linnéenne de Bordeaux (1826-1829)
- Actes de la Société Linnéenne de Bordeaux (1830-1970)
- Procès-verbaux de la Société Linnéenne de Bordeaux (1876-1970)
- Bulletin de la Société Linnéenne de Bordeaux (1971-1982)